# Fridolfing
Fridolfing är en kommun och ort i Landkreis Traunstein i Regierungsbezirk Oberbayern i förbundslandet Bayern i Tyskland.
Den tidigare kommunen Pietling uppgick  1 januari 1972 i Fridolfing 1 januari 1972.